# Saint-Martin-aux-Chartrains
Saint-Martin-aux-Chartrains är en kommun i departementet Calvados i regionen Normandie i norra Frankrike. Kommunen ligger i kantonen Pont-l'Évêque som ligger i arrondissementet Lisieux. År 2022 hade Saint-Martin-aux-Chartrains 427 invånare.

## Befolkningsutveckling
Antalet invånare i kommunen Saint-Martin-aux-Chartrains
Referens:INSEE